# UNMOVIC
Komisja Monitorująca, Weryfikująca oraz Inspekcyjna Narodów Zjednoczonych (ang. United Nations Monitoring, Verification and Inspection Commission, UNMOVIC) – agenda ONZ utworzona na podstawie rezolucji Rady Bezpieczeństwa ONZ nr 1284 z dnia 17 grudnia 1999, zaś zlikwidowana 29 czerwca 2007 na mocy rezolucji nr 1762.
Zastąpiła Specjalną Komisję Narodów Zjednoczonych, a jej mandat obejmował kontrolę wykonywania postanowień w sprawie rozbrojenia Iraku z broni masowej zagłady.

## Szefowie
Kandydatura Rolfa Ekéusa została odrzucona. Agendzie szefowali kolejno:
- styczeń 2000 - 30 czerwca 2003: Hans Blix,
- 2 lipca 2003 - 29 czerwca 2007: Demetrius Perricos.